# ミハイル・バーソフ
ミハイル・ヤコフレヴィチ・バーソフ（ロシア語: Михаи́л Я́ковлевич Ба́сов, ラテン文字転写: Mikhail Yakovlevich Basov、1892年 11月15日（ユリウス暦11月3日）- 1931年 10月6日）は、ソビエト連邦の心理学者。専門は児童心理学。

## 人物
ロギノヴォの生まれ。ゲルツェン名称レニングラード教育大学の総長を務めた。
児童心理学の追究の過程で人格を対象とし、人間の活動が人格の発達に寄与する意義を解明した。また、児童心理の研究方法の新規開発につとめ、方法論を著作として公刊した。心理学的分析、特に構造的分析の方法では、分析の路線と人格への全体的接近の路線との統合を試みた。このことはヴィゴツキーによる方法解析の前段階となった。意志の理論への生理学の成果の応用を図り、反射学の学説を用いた。

## 著書
- 『機能心理学の対象としての意志』（1922年）
- 『心理学的観察の方法体系の試み』（1923年）
- 『児童学の一般的基礎』（1928年）
- 『人格と職業』（1936年）